# Allium tubergenii
Allium tubergenii là một loài thực vật có hoa trong họ Amaryllidaceae. Loài này được Freyn mô tả khoa học đầu tiên năm 1900.